# Новая Мечебиловка
Новая Мечебиловка (укр. Нова Мечебилівка), село, 
Тихопольский сельский совет,
Лозовский район,
Харьковская область.
Код КОАТУУ — 6323987007. Население по переписи 2001 года составляет 28 (16/12 м/ж) человек.

## Географическое положение
Село Новая Мечебиловка находится на расстоянии в 3 км от сёл Лиман и Алисовка (Близнюковский район).
По селу протекает пересыхающий ручей с запрудами, который через 7 км впадает в реку Бритай (Канал Днепр — Донбасс) в районе села Мечебилово (Барвенковский район).

## История
- 1833 — дата основания.

## Экономика
- Молочно-товарная ферма.

## Достопримечательности
- Братская могила советских воинов. Похоронено 12 воинов.